# Oksana Livatj
Oksana Vasylivna Livatj (ukrainska: Оксана Василівна Лівач), född 14 maj 1997, är en ukrainsk brottare som tävlar i fristil.

## Karriär
Vid EM 2025 i Bratislava tog Livatj guld i 50 kg-klassen efter att ha besegrat turkiska Evin Demirhan Yavuz i finalen.